# Adrian (patriarcha moskevský)
Adrian (světským jménem: Andrej; září 1638, Moskva – 26. října 1700, tamtéž) byl patriarcha moskevský a celé Rusi.

## Život
Podle historika Alexandra Avdějeva se narodil koncem září 1638 v Moskvě. V literatuře uváděné roky 1627, 1637 a 1639 jsou podle něj nesprávné. Uváděný datum 2. října je pravděpodobný den křtu. Většina informací o jeho životě před jmenováním za archimandritu monastýru Čudov je neznámá. Archimandritou byl jmenován roku 1678 patriarchou Ioakimem.
Pod jeho správou monastýru byl vystavěn katedrální chrám svatého Alexije a chrám svatého Ondřeje.
Dne 31. března 1686 byl jmenován metropolitou kazaňským a svijažským.
Dne 3. září 1690 byl zvolen patriarchou moskevským. Ve svém projevu během intronizace vyzval věřící, aby zachovali nedotčené kánony, zachovali mír a chránili církev před herezemi.
Roku 1698 souhlasil se svatořečením Eufrosiny Suzdalské.
V posledních letech života žil v Pěrervinském monastýru, kde 26. října 1700 zemřel. Pohřben byl v chrámu Zesnutí přesvaté Bohorodice v Moskvě.